# Jean Comandon
Jean Comandon est un médecin français né le 3 août 1877 à Jarnac (Charente) et mort le 29 octobre 1970 à Sèvres (Hauts-de-Seine).

## Biographie
Jean Comandon est le fils de Louis Elie Comandon, négociant en cognac, président-fondateur du Syndicat agricole des cantons de Jarnac, Segonzac et Châteauneuf, et d'Adèle Marthe Voland.
Licencié ès sciences et docteur en médecine, il est un des pionniers de la microcinématographie. Il fait projeter ses premiers films biologiques le 26 octobre 1909, à l'Académie des sciences, avec le concours technique de la société Pathé Frères. Il est un des précurseurs dans l'utilisation du cinéma à but scientifique et de vulgarisation. Il l'utilise en particulier à des fins éthologiques ou botaniques. Il parvient ainsi décomposer le mouvement de cellules animales, en le filmant grâce à des caméras couplées à des microscopes. Il étudie également la croissance des végétaux.
Après avoir longtemps travaillé pour Pathé ainsi que, pendant la parenthèse de la Première Guerre mondiale, la mission Rockefeller, il prend la direction, en 1927, du Laboratoire de biologie et de cinématographie scientifique, fondé à Boulogne par le banquier et mécène Albert Kahn. En 1932, après la faillite d'Albert Kahn, il intègre l'annexe de l'Institut Pasteur à Marnes-la-Coquette. Il est également, pendant de longues années, le chef du Service de cinématographie technique à la Direction des Recherches Scientifiques et Industrielles et des Inventions.
Ses films ont été restaurés et numérisés par le Centre national de la cinématographie et de l'image animée. Ses archives papier, longtemps conservées au sein de l'Institut Pasteur, sont aujourd'hui à la Bibliothèque nationale de France.
Jean Comandon a été, selon Philippe Esnault, une « grande figure de créateur, hélas ! l'une des plus méconnues du cinéma français ». Depuis une quinzaine d'années, de nombreux hommages lui ont été fort légitimement rendus,.
Odette Comandon, conteuse en saintongeais, est sa petite-nièce par alliance.
Il est inhumé au cimetière des Bruyères à Sèvres (Hauts-de-Seine).

## Distinctions
- Officier de l'Instruction publique
- Commandeur de l'ordre des Palmes académiques
- Officier de la Légion d'honneur
- Officier de l'ordre de la Couronne d'Italie